# Weichering
Weichering ist eine Gemeinde im oberbayerischen Landkreis Neuburg-Schrobenhausen.

## Geographie

### Lage
Der Ort liegt in der Planungsregion Ingolstadt an der Bundesstraße 16 zwischen Neuburg an der Donau und Ingolstadt und verfügt über einen Bahnhof an der Donautalbahn Ingolstadt–Ulm. Zwei Kilometer nördlich von Weichering verläuft die Donau, an deren Südufer sich hier eine bewaldete Auen- und Moorlandschaft anschließt. Auch im Süden von Weichering befindet sich ein Waldgebiet, in dem der Weicheringer See liegt. Durch den Ort fließt das Flüsschen Ach, ab Ingolstadt als Sandrach bezeichnet, das das südlich gelegene Donaumoos entwässert.

### Gemeindegliederung
Es gibt acht Gemeindeteile (in Klammern ist der Siedlungstyp angegeben):
- Lichtenau (Kirchdorf)
- Lichtenheim (Weiler)
- Obermühle (Einöde)
- Oberschwaig (Einöde)
- Osterfeldsiedlung (Siedlung)
- Rosenschwaig (Weiler)
- Schornreut (Einöde)
- Weichering (Pfarrdorf)

## Geschichte

### Bis zur Gemeindegründung
Funde auf dem Gebiet der Gemarkung reichen zurück bis zur Zeit der Glockenbecher-Kultur um etwa 2300 v. Chr. Es folgte die Besiedelung durch die Kelten, die im nahen Manching ein wichtiges Oppidum erbauten, sowie ab 15 v. Chr. die Eroberung durch die Römer, die die Gegend der Provinz Raetia eingliederten. Nach 500 begann die bairische Landnahme, in deren Zuge auch die in den Urkunden zunächst Wiheringen genannte Gemeinde entstand (‚Siedlung eines Mannes namens Wichari/Wicher‘).
Der örtliche Adel baute hier ein stark befestigtes Schloss (mit hoher Mauer und mehreren Wassergräben); es gelangte später in den Besitz der Mufflinger-Dynastie. Als Folge des Ersten Bayerischen Erbfolgekrieges wurde 1505 das Herzogtum Neuburg geschaffen, dem die Weicheringer fortan lehnspflichtig waren. In der Folgezeit hatte der Ort unter den wiederholten Kriegen zu leiden, insbesondere der Dreißigjährige Krieg forderte hier viele Opfer; das älteste Wirtshaus des Ortes, der „Obere Wirt“, überstand die Kriegswirren bis heute.
Im Zuge der Verwaltungsreformen in Bayern entstand mit dem Gemeindeedikt von 1818 die Gemeinde Weichering.

### Großbrand 1856
In Weichering ereignete sich am 13. März 1856 ein Großbrand. Ein Maurer reparierte auf Hausnummer 52 einen schadhaften Kamin. Die Hausbesitzerin heizte stark ein und die Flammen verbreiteten sich vom inzwischen brennenden Haus durch den Wind auf den Ort. Es kamen die Feuerwehren aus der Umgebung, auch aus Neuburg und Reichertshofen. Von 79 Gehöften fielen 41 Häuser und 31 Nebengebäude dem Brand zum Opfer, außerdem 50 Stück Vieh. Der Gesamtschaden wurde auf 100.000 Gulden geschätzt. In Euro umgerechnet wären dies 3,3 Millionen gewesen. Davon waren nur etwa ein Drittel durch die Versicherung gedeckt.
Eine Hilfswelle setzte nun von allen Seiten ein. Die Regierung von Schwaben und Neuburg genehmigte eine Naturalsammlung für die Brandgeschädigten. Das Neuburger Wochenblatt machte einen Aufruf zur Hilfeleistung. Ganze Wagenzüge mit Getreide, Stroh, Heu, Lebensmitteln, Betten, Kleidern rollten daraufhin in Weichering ein, dazu Geldspenden. In Neuburg standen zwei Theaterveranstaltungen zu Gunsten der Brandgeschädigten auf dem Programm. Der ehemalige König Ludwig I. überwies als Hilfe zweitausend Gulden. Auch der regierende König Max II. steuerte 500 Gulden bei.

### 20. Jahrhundert
Der aktuelle Kirchenbau stammt aus dem Jahr 1901. Nach dem Zweiten Weltkrieg verzeichnete Weichering durch Flüchtlinge aus dem Osten einen starken Bevölkerungszuwachs und erreichte die 1000-Einwohner-Marke.

### Eingemeindungen
Im Zuge der Gebietsreform in Bayern wurde am 1. Mai 1978 die Gemeinde Lichtenau eingegliedert.

### Einwohnerentwicklung
Zwischen 1988 und 2018 wuchs die Gemeinde von 1882 auf 2432 um 550 Einwohner bzw. um 29,2 %.

## Politik

### Gemeinderat
Im Gemeinderat mit 14 Mitgliedern sind in der Amtszeit 2020 bis 2026 vertreten:
- CSU: 4
- SPD: 2
- Bündnis 90/Die Grünen: 1
- Freie Wählergemeinschaft Lichtenau: 4
- Dorfgemeinschaft Weichering: 3

### Bürgermeister
Erster Bürgermeister ist seit 1. Mai 2008 Thomas Mack (CSU). Vorgänger war Hubert Landsberger (Freie Wählergemeinschaft Lichtenau).

### Wappen
|                                  | Blasonierung: „In Silber über gesenktem rot-gold-blauem Regenbogen ein rot bewehrter und gezungter schwarzer Greifenrumpf, der in den Fängen ein blaues Schildchen hält, darin eine silberne Beilklinge; unten ein blauer Fisch.“ |
| Das Wappen wurde 1981 genehmigt. | |

## Baudenkmäler

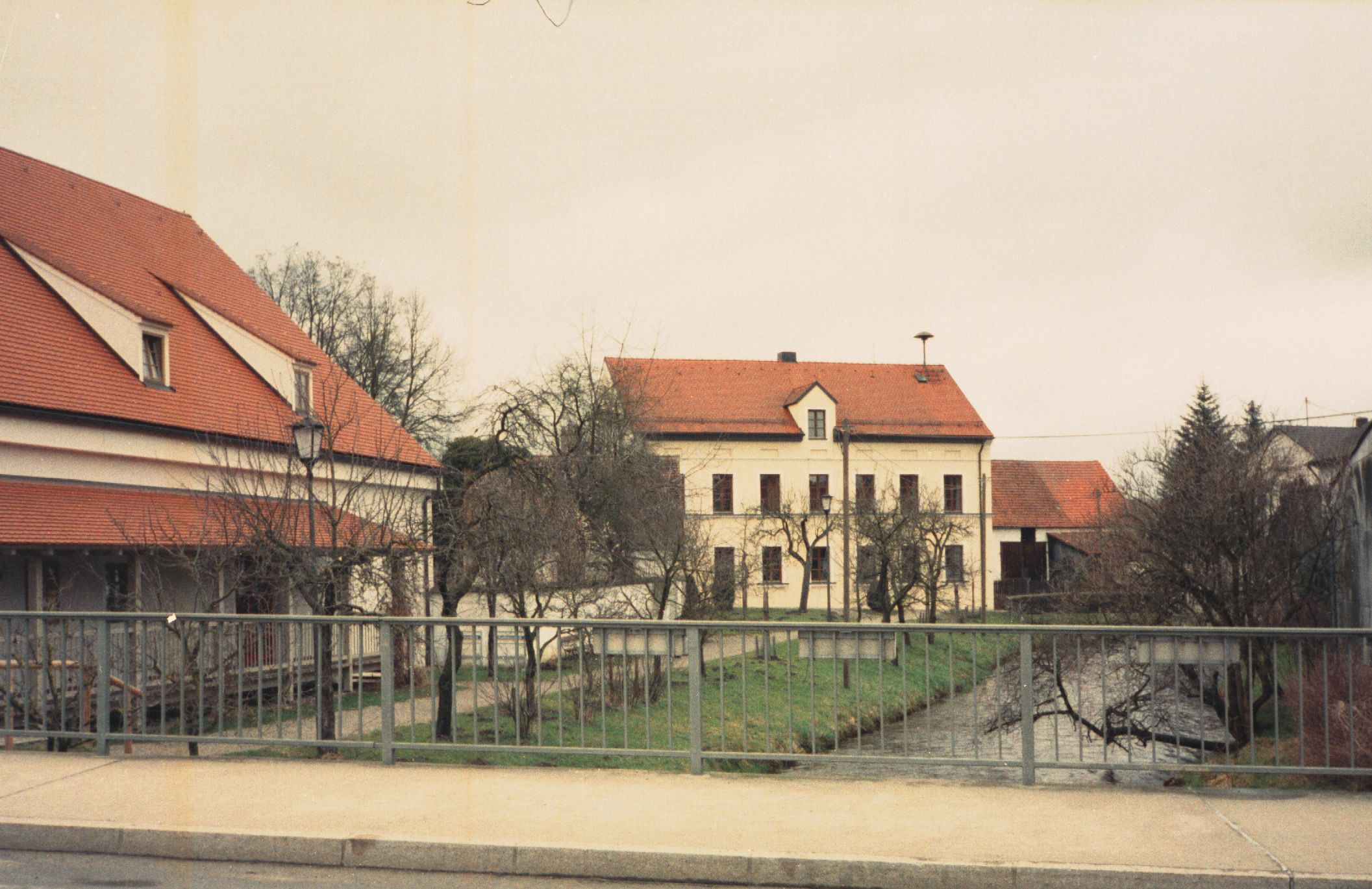
Der Pfarrstadel (links) und das Rathaus, einst die Volksschule

- Der zentrale Platz des Ortes ist bei der Pfarrkirche St. Vitus.
- Auf dem Kapellenplatz befindet sich das Rathaus, einst Schulgebäude, und direkt am Ufer der Ach der Pfarrstadel.
- In Lichtenau ist die Kirche St.-Johannes-Baptist ein zentrales Gebäude.

## Mühlen in Weichering
Entlang des Dorfes Weichering und durch den Ort schlängelt sich das Gewässer Ach. Am Bach befanden sich zwei Mühlen.

### Dorfmühle

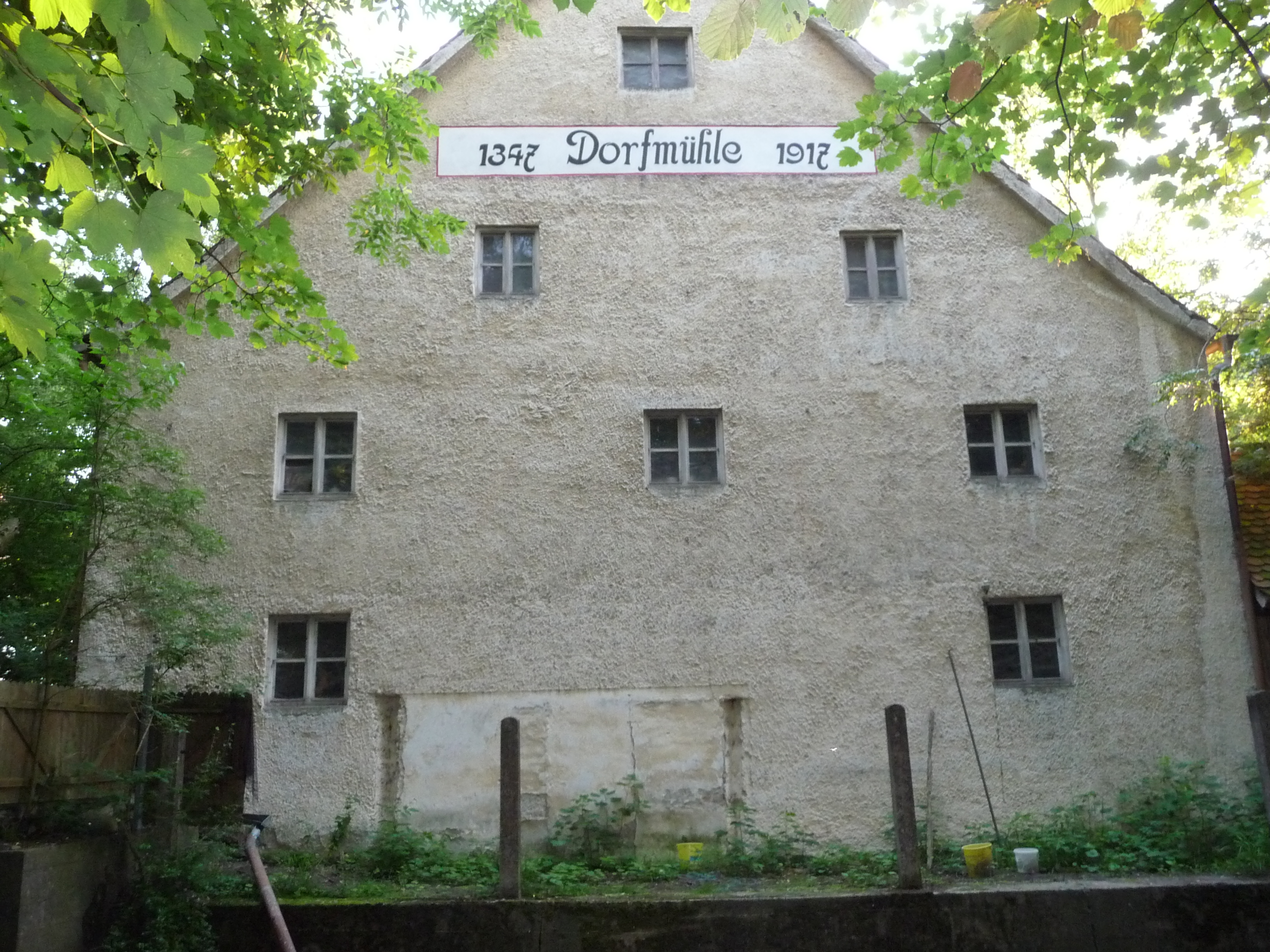
Die einstige Dorfmühle von Weichering

Gegenüber dem Friedhof befindet sich das mächtige Gebäude der Dorfmühle, was auch auf einer Inschrift zu lesen ist. Die Mühle war von 1347 bis 1917 in Betrieb. Die Ach trieb die Mühlräder an. In einer Chronik heißt es im Neuburger Kollektaneenblatt von 1952, dass sich der Mühlenbetrieb bis auf das Jahr 1214 zurückverfolgen lässt. 1908 ist die Mühlgerechtigkeit, also das Recht, eine Mühle zu betreiben, vom Staat abgelöst und 1917 der Müllereibetrieb eingestellt worden.
1579 soll das Gebäude in einem „üblen Zustand“ gewesen sein. Im Dreißigjährigen Krieg brannte die Mühle nieder, wurde später wieder aufgebaut, konnte aber 1655 erst auf zwei Gängen mahlen. 1775 wurde die Mühle von Grund auf neu erbaut. Dazu wurde noch eine Sägemühle ohne Baugenehmigung errichtet. Dafür musste sich der Besitzer rechtfertigen und führte aus, dass diese zweimal abgebrannt sei; zuletzt im Dreißigjährigen Krieg, dann wurde sie nicht mehr erbaut. Zunächst wurde die Mühle gesperrt, aber am Ende ließ man Milde walten und forderte nur eine geringe Strafe.
In der Nacht vom 28. Februar auf den 1. März im Jahre 1801 brach kurz nach 12 Uhr in der Mühle ein Brand aus. Innerhalb einer Viertelstunde brannte das ganze Haus. Die Schlafenden retteten sich durch einen Sprung aus dem zweiten Stockwerk. Eine Dienstmagd kam erst am nächsten Tag tot unter den Trümmern zum Vorschein.

### Obere Mühle
Kaum einen Kilometer vom Ort entfernt, heute in der unmittelbaren Nähe des Sportplatzes, stand die „Obere Mühle“. 1497 wird dieses Mahlgefährt erstmals erwähnt. Besitzer war damals Bernhard Obermüller und dessen Ehefrau Margaret. Die Schweden zerstörten 1633 das Anwesen völlig. Noch 1676 ist die Rede von einem „öden Mühlplatz“. 1678 überließ Herzog Philipp Wilhelm als Lehnsherr das Gehöft unentgeltlich dem Freiherrn Friedrich Sittich von Hacke (Vater des kurpfälzischen Oberstjägermeisters Ludwig Anton von Hacke und Urgroßvater des bayerischen Finanzministers Johann Wilhelm von Hompesch zu Bolheim). Er baute die Mühle wieder auf und errichtete auf der anderen Bachseite ein Jagdhaus. Nach einer Steuerbeschreibung von 1727 hatte die Obere Mühle mit ihren drei Gängen den zweithöchsten Steuerwert nach der Dorfmühle.
Im Jahre 1780 wollte der Mühlenbetreiber Josef Vogel sein Einkommen durch eine Weißbierzapferei aufbessern, aber dies wurde nicht genehmigt. 1794 wurde die Mühle zwangsversteigert. Dem neuen Besitzer Joseph Gietl setzten im Jahre 1800 die kriegerischen Ereignisse und Truppendurchmärsche stark zu. Zeitweise konnte überhaupt nicht gemahlen werden. 1802 wechselte die Mühle abermals den Besitzer. Es folgte die Donaumoos-Entwässerung und die Ach-Regulierung. Der Staat löste 1811 die Mühle ab und ließ sie abbrechen. Ein Versuch im Jahre 1820, hier wieder eine Mühle zu errichten, fand keine Zustimmung. Noch heute steht das Jagdhaus.

## Einrichtungen
- Grundschule Weichering mit vier Lehrkräften und 89 Schülern (Schuljahr 2019/2020)[8]
- zwei Kindergärten mit 162 genehmigten Plätzen und 154 Kindern (Stand 1. März 2018)
- Arztpraxis
- Tierarztpraxis
- Geschäftsstellen Weichering und Lichtenau der Raiffeisenbank im Donautal eG
- Geschäftsstelle der Sparkasse Neuburg-Rain

## Ortsneckname
Ortsneckname der Weicheringer ist Ganskroong (mundartl.: Ganskragen; Gänsehals).